# NGC 4982
NGC 4982 est un groupe de quatre étoiles situées dans la constellation de la Chevelure de Bérénice. L'astronome allemand Wilhelm Tempel a enregistré la position de cette étoile en 1878.